# Fotografía en Colombia

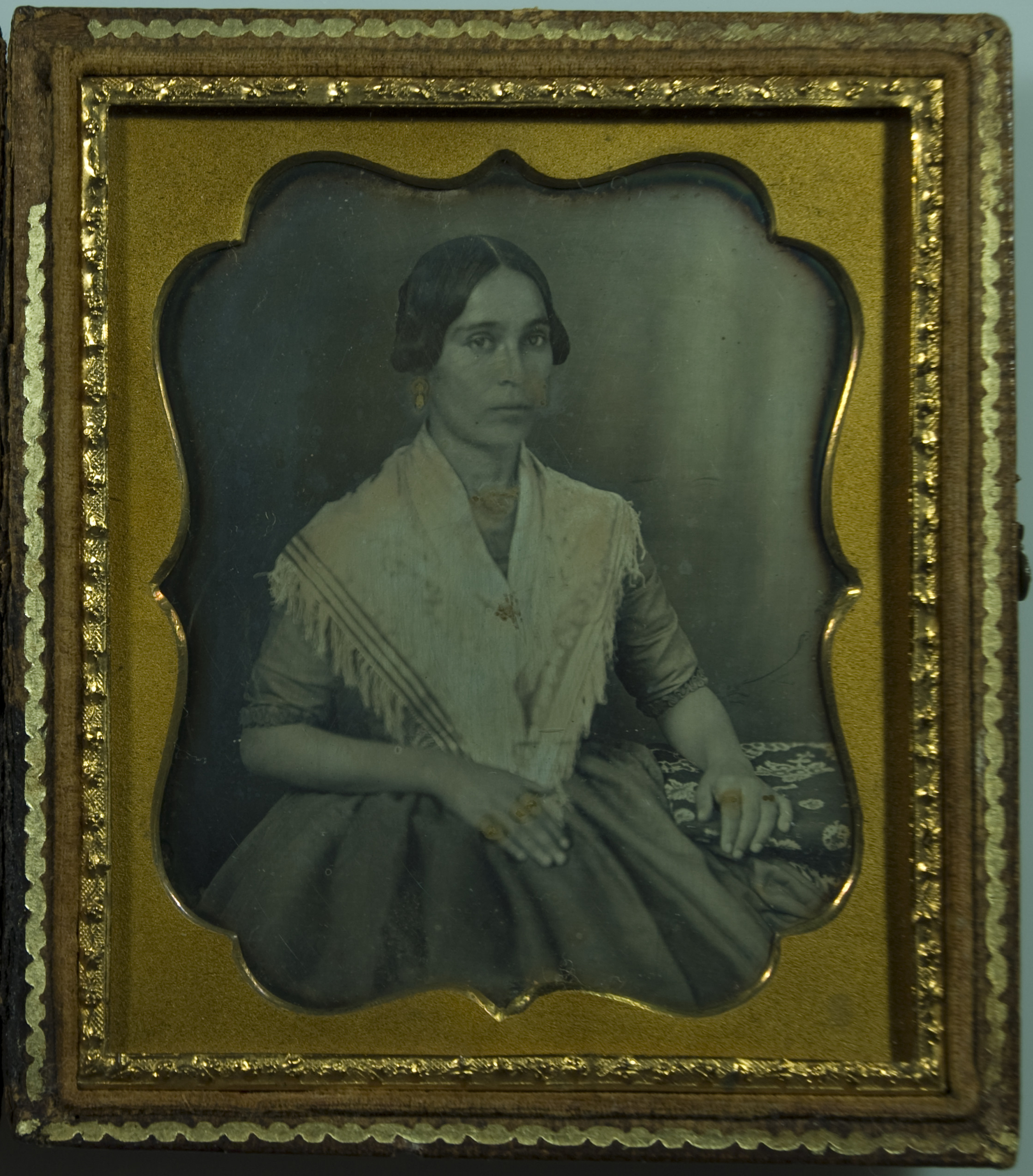
Retrato al daguerrotipo de Lucrecia Guerrero Uribe, 1848. Autor: Fermín Isaza.

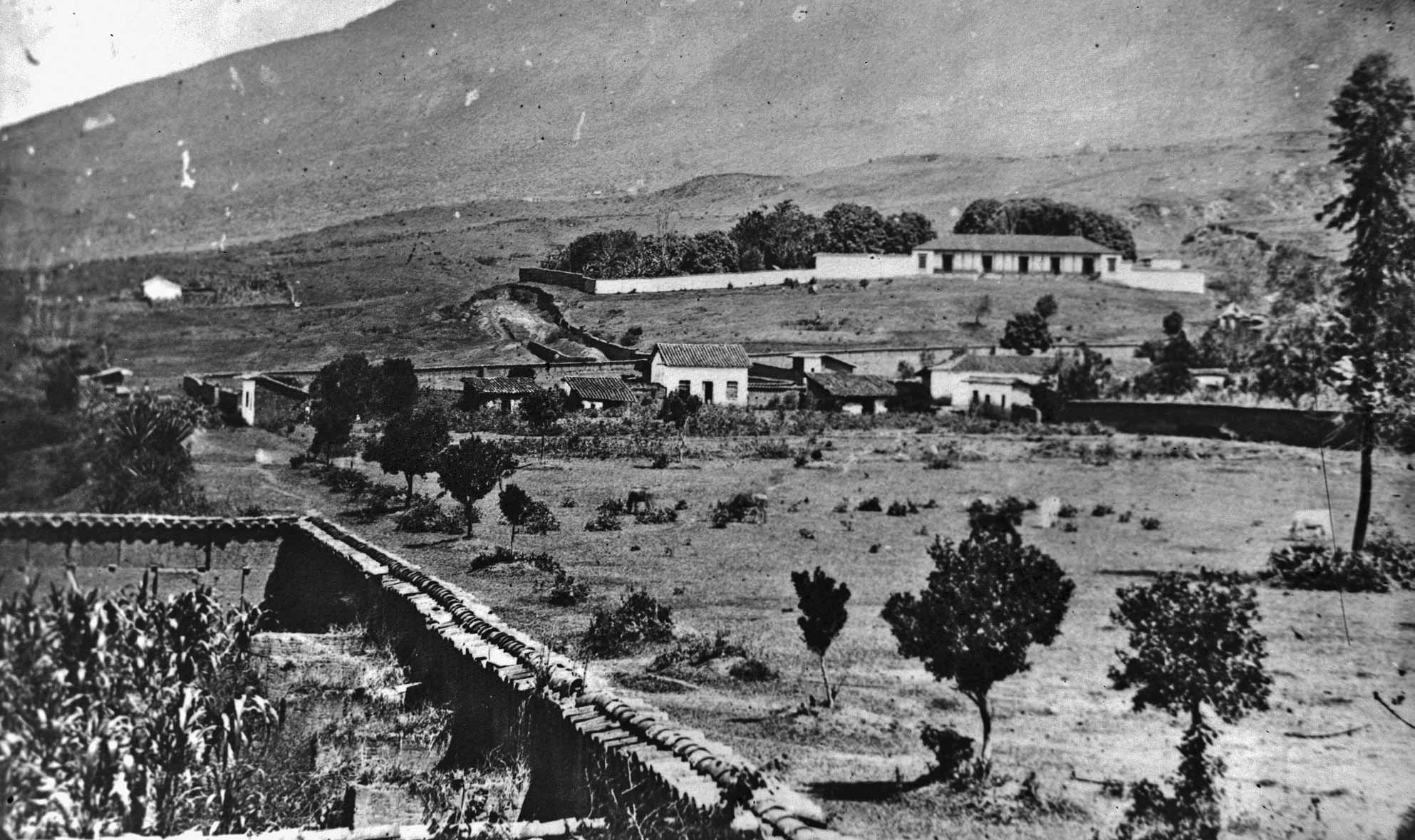
Villanueva, Medellín, 1875, fotografía de Pastor Restrepo.

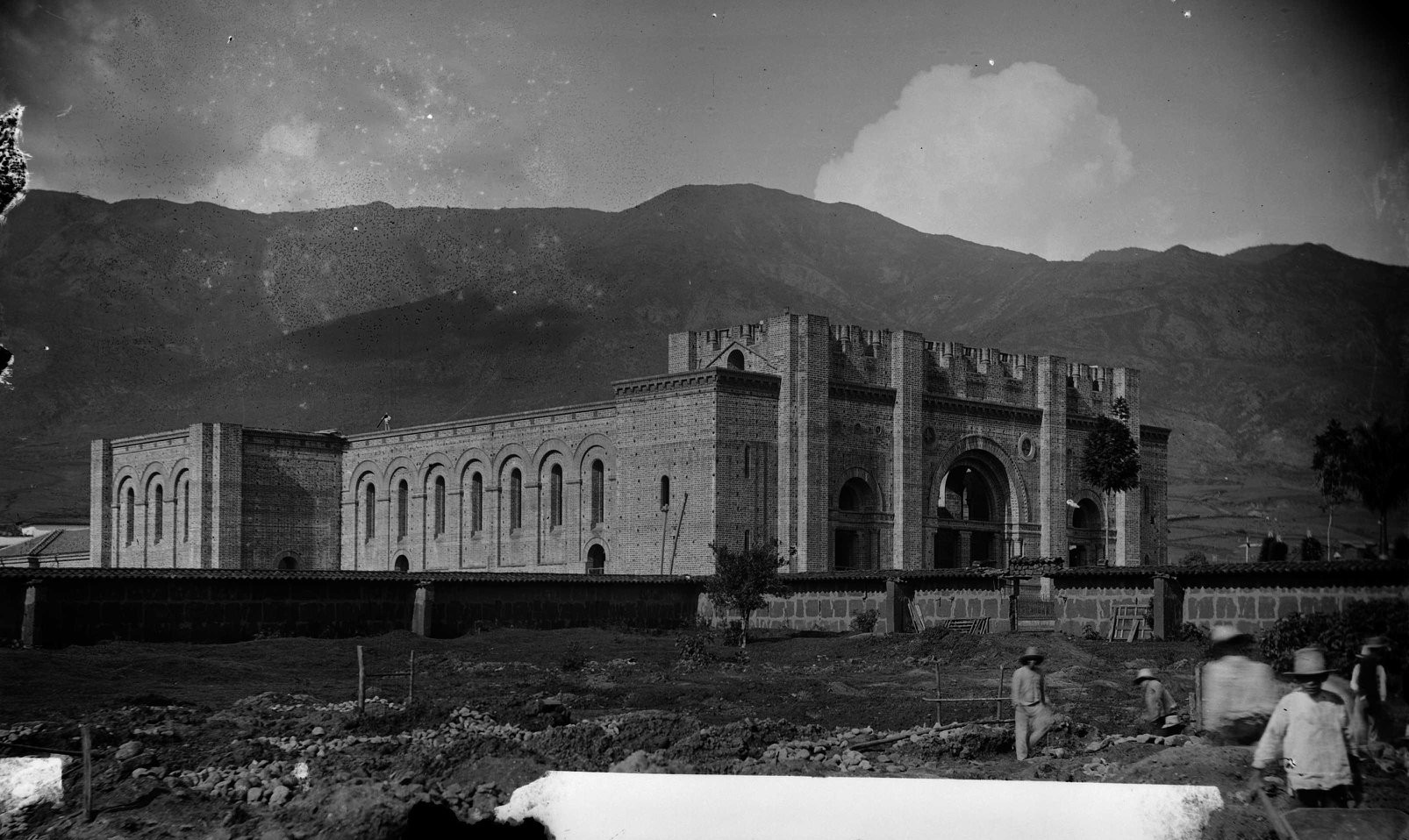
Construcción de la Catedral de Medellín, 1892, fotografía de Melitón Rodríguez.

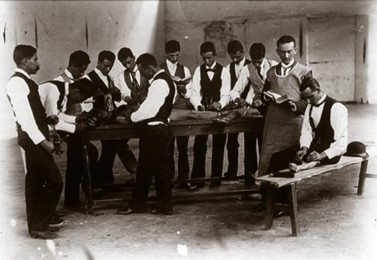
Clase de anatomía en la Universidad de Antioquia, 1896, fotografía de Melitón Rodríguez.

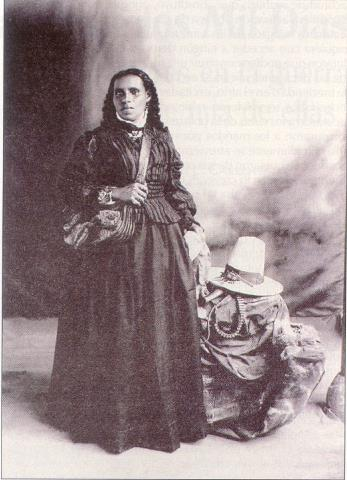
María Anselma Restrepo, guerrillera en la Guerra de los Mil Días, 1900, fotografía de Benjamín de la Calle.

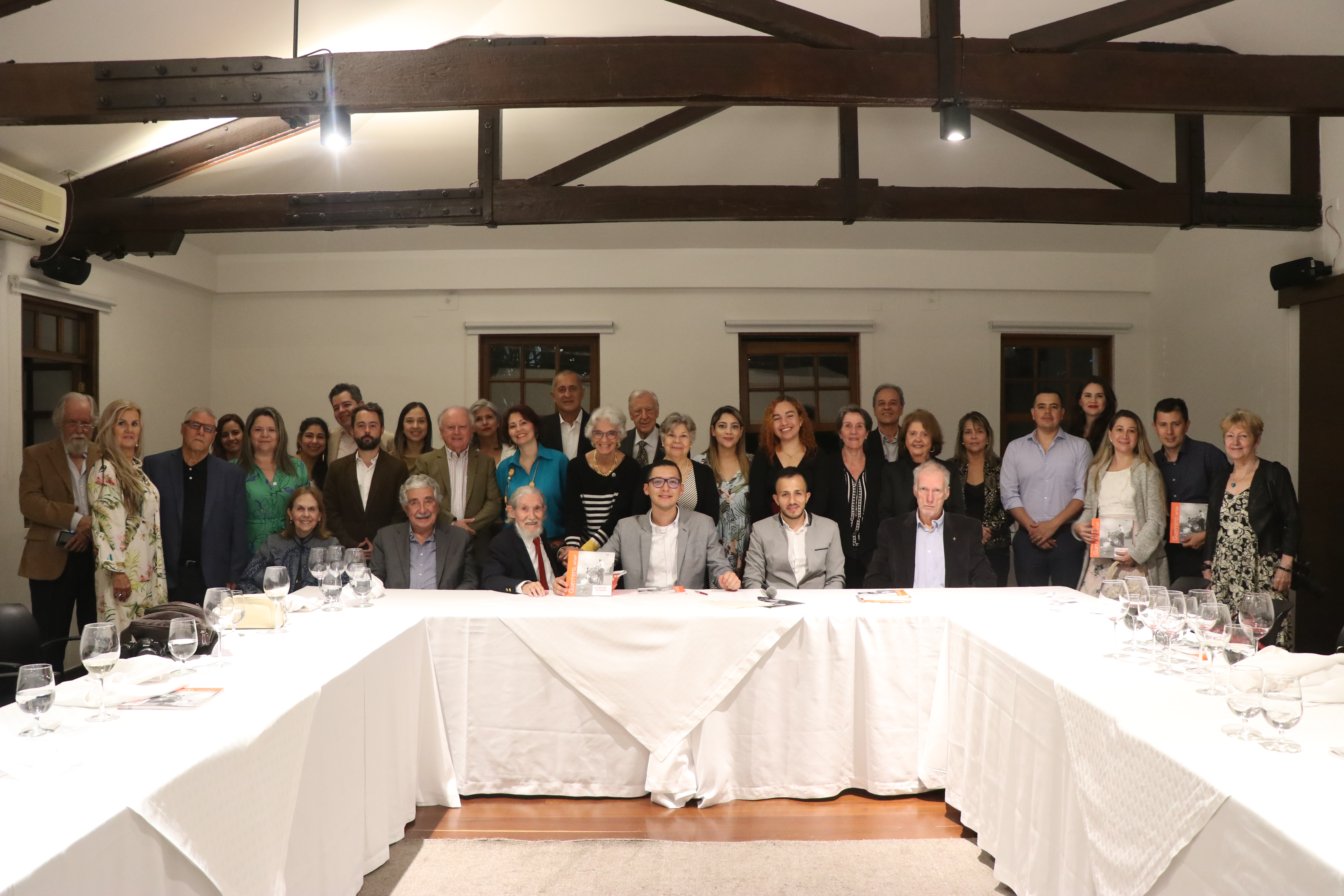
Cena del aniversario 67 del Club Fotográfico Medellín, Mayo de 2022

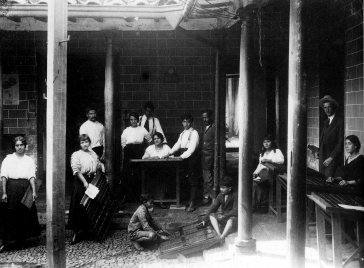
Trabajadores de una empresa de tipografía, fotografía de Benjamín de la Calle.

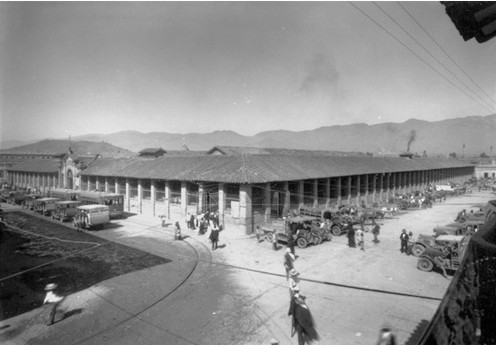
Exterior de la plaza del Mercado de Medellín, 1928, fotografía de Francisco Mejía.

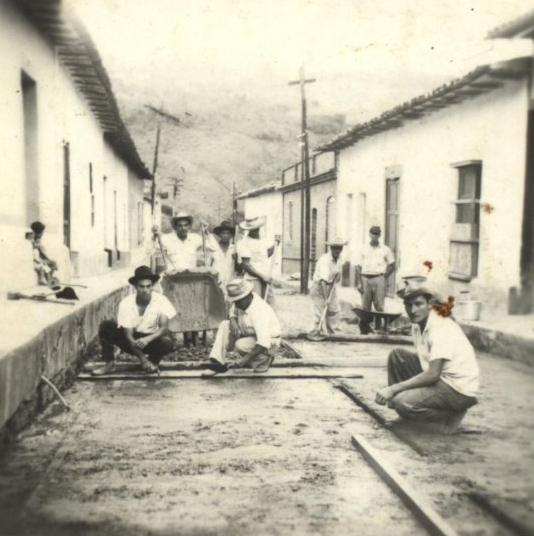
Asfaltado de una calle en Gramalote, fotografía realizada sobre 1950.

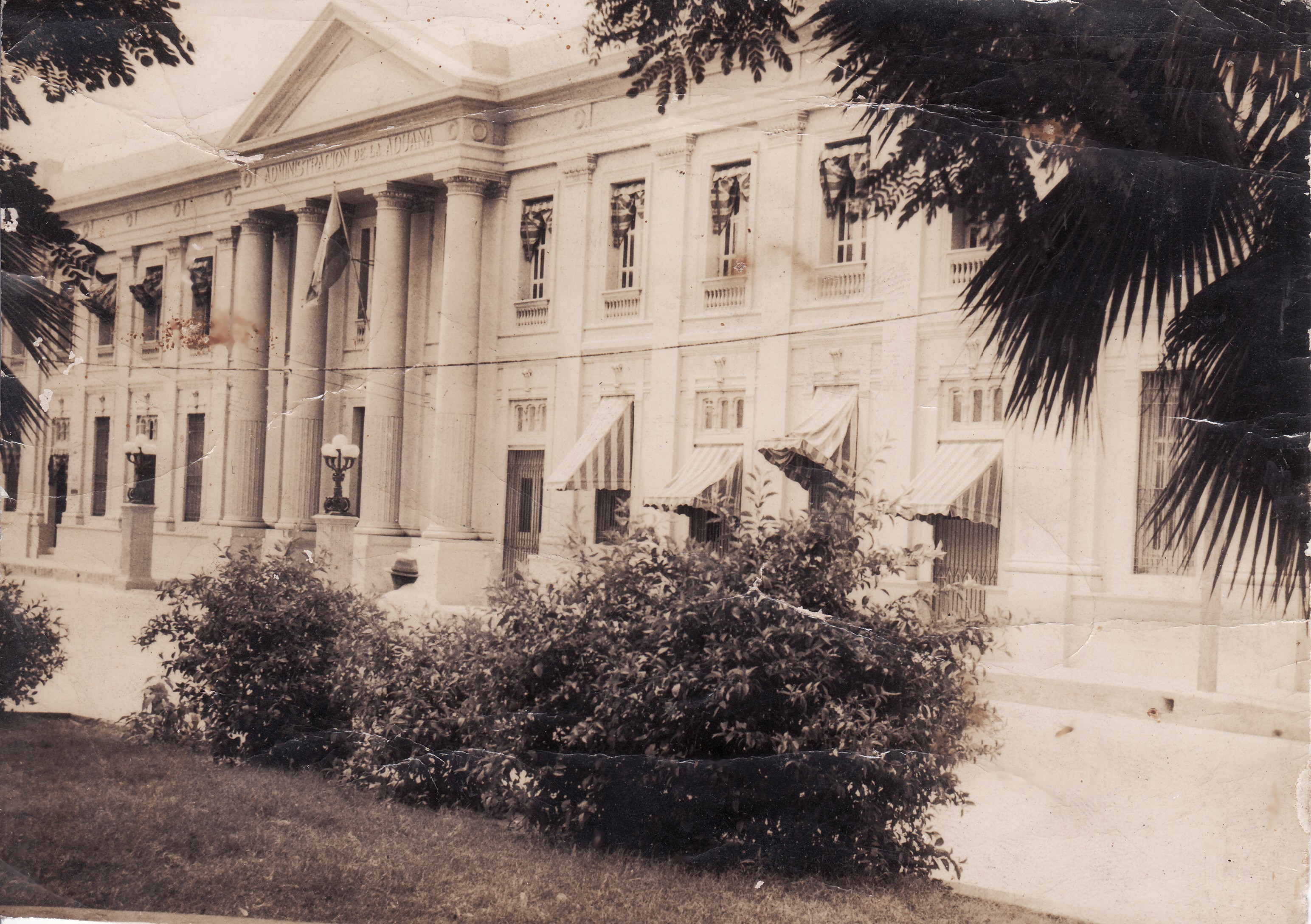
Edificio de la aduana en Barranquilla, fotografía realizada sobre 1940.

La fotografía en Colombia se inició con la introducción del daguerrotipo a cargo del Barón Gros en 1841. Los primeros fotógrafos o daguerrotipistas procedían del campo de la pintura, entre ellos pueden destacarse Luis García Hevia, Fermín Isaza y Demetrio Paredes. Los hermanos Restrepo introdujeron la técnica del colodión húmedo. A comienzos del siglo XX el trabajo fotográfico de Melitón Rodríguez, Leo Matiz, Benjamín de la Calle y Luis Benito Ramos impulsó el reportaje fotográfico y la fotografía como documento y a mitad de siglo empezó a considerarse su vertiente artística gracias a la obra de varios fotógrafos entre los que se encuentran Hernán Díaz, Abdú Eljaiek y Nereo López.

## Orígenes de la fotografía colombiana
En la Exposición Industrial de Bogotá de 1841 el pintor Luis García Hevia presentó unos daguerrotipos experimentales que se pueden considerar las primeras fotografías realizadas por un colombiano, sin embargo la imagen más antigua que se conserva es una fotografía de la calle del Observatorio realizada por el diplomático francés Jean Baptiste Louis Gros en 1842. La permanencia del barón de Gros en el país y la lejanía de Francia permitió que artesanos colombianos colaborasen en la fabricación del aparato del daguerrotipo. 
En paralelo a la afición fotográfica del barón de Gros, otros daguerrotipistas extranjeros trabajaron profesionalmente en Colombia a mitad del siglo XIX, entre ellos se puede señalar al estadounidense John Armstrong Bennet que abrió el primer estudio fotográfico en Bogotá en 1848, al francés F. Goñi, al alemán Emilio Herbrüger y a los ingleses William y John Helsby.
El pintor Luis García Hevia, que se hacía conocer como Evia, se convirtió en el neogranadino que más activamente promovió la difusión de la fotografía. Antioquia fue la segunda región colombiana a donde llegó el invento en 1848 gracias a Fermín Isaza, probablemente alumno de García Hevia en la Academia de Dibujo y Pintura, que abrió un gabinete en Medellín donde puso en práctica el invento de Daguerre en septiembre de 1848. También podría mencionarse a Rafael Sanín que fue discípulo de Herbrüger y trabajaba en Medellín en 1857.
El daguerrotipo se estuvo practicando durante una década ya que pronto se introdujeron procedimientos fotográficos más baratos como el ferrotipo y el ambrotipo. Entre los fotógrafos que introdujeron estos procedimientos en Antioquia se encuentran el estadounidense Horacio Becker y el español Antonio Martínez de la Cuadra.

## La fotografía comercial
Las fotografías que se realizaban entre 1850 y 1890 eran sobre todo retratos que tenían unos planteamientos casi idénticos con independencia del fotógrafo que los hiciese, era la época de los estudios fotográficos. Uno de los primeros fue abierto por Juan Bennet y para él trabajó García Hevia aportando fotografías de exteriores y de la guerra civil de 1862, que el estudio vendía de modo individual o en álbumes. Otro fotógrafo que destacó en esos años fue Demetrio Paredes que también se incorporó a la fotografía desde la pintura y fue pionero en el empleo de las fotografías con fines políticos. Otros fotógrafos colombianos destacados fueron los Escovar, Gutiérrez Ponce y Rafael Villaveces. 
En 1858 se creó en Medellín la sociedad "Wills y Restrepo" en la que trabajaron tanto los hermanos Vicente y Pastor Restrepo Maya como los fotógrafos Ricardo Wills y Miguel Gutiérrez. Esta sociedad fue la que introdujo la técnica del colodión húmedo que permitió hacer más asequibles las copias fotográficas utilizando el formato de la tarjeta de visita patentado por Disdéri. En 1869 tras el fallecimiento de Wills la firma adoptó el nombre de "Vicente y Pastor Restrepo" y diez años después "Restrepo, Latorre y Gaviria" hasta que en 1881 pasó a ser "Foto Gaviria" y estar regentada por Gonzalo Gaviria y Juan Nepomuceno Gutiérrez. Estas empresas disponían de estudios también en Bogotá y ofrecían los avances que se iban produciendo en el campo de la fotografía comercial.
La publicación Papel Periódico Ilustrado dirigida por Alberto Urdaneta proporcionó a la fotografía un lugar destacado junto a los grabados que presentaba desde su fundación el 6 de agosto de 1881, en ella colaboraron entre otros Demetrio Paredes y Julio Racines hasta su cierre en 1888. 
Otro fotógrafo destacado de finales del siglo XIX y principios del XX fue Melitón Rodríguez que con su hermano Horacio creó una compañía de fotografía en Medellín con el nombre de "Rodríguez y hermanos" aunque en 1899 cambió su nombre a "Melitón Rodríguez e Hijos". Su trabajo gráfico ofrece un testimonio de la vida en Antioquia durante la última década del siglo XIX y la primera del XX. Dos de sus obras destacadas son reportajes sobre el Teatro Bolívar y el Parque Bolívar tomado desde la catedral. Benjamín de la Calle (1869-1934) también realizó reportajes interesantes sobre Yamural y Medellín y junto a los establecimientos de los hermanos Rodríguez, Rafael Mesa y Fotografía Escovar son los únicos establecimientos fotográficos que aparecen en el "Primer Directorio de la Ciudad de Medellín" para el año 1906. El trabajo fotográfico de Leo Matiz (1917-1998) en diversos medios impresos ocupa asimismo un lugar destacado.

### El Club Fotográfico de Medellín
El 15 de mayo de 1955 se fundó el Club Fotográfico de Medellín que estuvo dirigido por Gonzalo Restrepo Álvarez y entre sus socios fundadores se encontraban Pablo Guerrero, Joaquín Jaramillo Sierra, Juan Guillermo Lodoño, Edwin Bridge Mejía, Horacio Álvarez Correa, Octavio Mesa Tamayo y José Tejada Sáenz.
Los registros con los que cuenta el CFM (en 2005), corresponden supuestamente a los 50 años de existencia; pero solo son referenciados los primeros 15 años (de 1955 a 1970); quedó muy poco de la correspondencia, los registros y las crónicas, por la falta de una cuidadosa conservación y la pérdida de los archivos y  documentos de la historia. 
Es así, el caso de muchas historias, documentadas o referidas; es inevitable el olvido; o al menos el pasar por alto hechos o personas. Las décadas del 70 y 80 son olvidadas; y la del 90 y entrado el nuevo siglo, el  recorrido histórico del CFM, es veloz y casi sin documentar; se pierde la dimensión de rumbos o propósitos y personas del CFM, que hicieron la historia en la organización, en torno a la fotografía, en la ciudad de Medellín. Lo que parece un olvido, deviene en forma selectiva y aparece la discontinuidad, en la intervención y el trabajo de socios que contribuyeron al desenvolvimiento del mismo.
Las décadas sin información, son las que siguieron a los 15 años de la fundación; cuando algunos socios fundadores, dejaron el espacio a nuevos socios; fue necesario un mayor esfuerzo, entre unos antiguos y los nuevos socios, para la consolidación de las actividades fotográficas, justamente es un período donde se puso a prueba la viabilidad del club. Es insuficiente lo documentado en libros o publicaciones, que cubrió en forma restringida un panorama real; pero el Club sobrevivió en el período olvidado o no documentado.
En mayo de 1973, el club realizó un extraordinario curso sobre Fotografía Básica; era presidente Octavio L. Mesa y en la dirección del mismo, Jorge Cadavid quien congregó a una muy buena asistencia y la participación de destacados profesionales de la ciudad en los diversos aspectos de la actividad fotográfica. Los participantes en el curso, se  consolidaron, al menos por una y quizás por dos décadas, como el grupo que participaría en todas las actividades del club, y a los cuales se integraban otros en calidad de invitados.
En 1980, el club celebró los 25 años de fundación con especial conmemoración y asistencia de socios fundadores y el grupo de asociados posteriores. Un especial reconocimiento al apoyo recibido por el club, de la empresa Oduperly Ltda. y un sentido reconocimiento, con placa conmemorativa, a los cuatro presidentes, que en el periodo de 25 años, tuvo el club en la presidencia del mismo: al Doctor Gonzalo Restrepo, le siguió Octavio León Mesa; a este Jorge Cadavid López y este fue seguido por Marta Olga Restrepo Uribe. 
El CFM funcionó como una reunión de socios y de amigos, aficionados o profesionales de la fotografía, con unos estatutos y organización de 15 años atrás; y en la que se define como una entidad sin ánimo de lucro y con el interés común por la fotografía, su divulgación y promoción. Así el Club fue una escuela permanente de inquietudes, experiencias e intercambio de ideas, siempre en torno a la fotografía; la crítica o el análisis de la fotografía, fue la atmósfera normal del Club, con fundamento en los cánones de estética y énfasis en conceptos básicos de la composición, la iluminación, y el mensaje o contenido de la fotografía, con el particular punto de vista del fotógrafo y la técnica empleada. Resulta imposible y extenso, una descripción detallada de las ideas o conceptos que fueron manejados sistemáticamente, en reuniones los diferentes concursos y exposiciones, seminarios, cursos y conferencias.
En forma permanente el CFM contó con la presencia en todas las actividades, de Gonzalo Restrepo Álvarez, Juan Guillermo Londoño, Octavio León Mesa, María Victoria Duperly, Jorge Cadavid López, Alicia Restrepo de Londoño, Marta Olga Restrepo Uribe, Juan Fernando Mesa Villa , León Duque Giraldo, Fabio Bernal Bernal, Gustavo Adolfo Restrepo Restrepo, Jorge López, Paul Tieck, María Isabel Fernández. En cuanto a los socios fundadores, Joaquín Jaramillo Sierra, Pablo Guerrero Hurtado, Horacio Álvarez, Jaime Escobar Restrepo y José Tejada Sáenz; en el periodo señalado, participaron en forma más esporádica, pero compartiendo importantes experiencias sociales o técnicas; en las conferencias, cursos y reuniones, es necesario hacer mención de la presencia de fotógrafos como: Luis F. Calderón, Alberto Aguirre, Jairo Betancur, Emilio Serrano, entre otros.
En 2015, el Club celebra sus 60 años, en los que ha cosechado, en todas las décadas y periodos, importantes logros y siguiendo la evolución del arte y actividad fotográfica del mundo. Ninguna época ha sido la mejor; cada una ha sido una respuesta al deseo de sus participantes y socios, sin exclusión ninguna, en mantener viva la actividad fotográfica en la ciudad de Medellín y fuera de esta.      
Durante la Pandemia del Covid-19, en los años 2020 y 2021, las tradicionales reuniones de los martes continuaron en modalidad virtual. Esto nos permitió ampliar la membresía a personas que viven por fuera de Medellín y su Área Metropolitana. Actualmente tenemos socios que residen en Rionegro, Jericó, Cali, Panamá y Estados Unidos. 
A finales de 2021 la Cámara de Comercio de Medellín en su sede de El Poblado, abre nuevamente las puerta de sus modernos espacios en donde se continúan las reuniones semanales los días martes que ahora también se transmiten en forma virtual. 
Para el año 2022, el Club celebra 67 años de vida realizando una exposición colectiva, siendo ella la exposición más grande de socios del club hasta la fecha con 40 participantes de la exposición y 46 fotografías.
Actualmente la Junta Directiva del Club está conformada por:  Presidente Santiago Pareja Echeverri, Vicepresidente Juan Chilamack, Tesorera Yuliana Sepúlveda, Secretaria Luz Stella Gerlein y los vocales William Arango, Juan Fernando Mesa, Guillermo Gómez, Carlos López y Johnson Garzón.

## Fotografía contemporánea
Hasta la década de 1960 no se empezó a considerar a la fotografía de un modo artístico, sino que se trataba de una técnica, fue la obra de los fotógrafos Hernán Díaz, Abdú Eljaiek y Nereo López la que proporcionó elementos para esta consideración tardía.
La primera gran exposición antológica de fotografías se realizó en Medellín en la Biblioteca Pública Piloto en 1981 con el título "100 años de fotografía en Antioquia" y dos años después en el Museo de Arte Moderno de Bogotá se realizó otra titulada "Una historia de la fotografía en Colombia". Estas exposiciones abrieron el camino al reconocimiento de la denominada "memoria visual" de Colombia incrementando el interés institucional por los archivos fotográficos y la adquisición o donación de fondos de los fotógrafos más significados.
En el año 2005, el Museo Nacional de Colombia presentó una exposición de 300 fotografías representativas de la segunda mitad del siglo XX, a cargo de Eduardo Serrano, cuyo propósito fue estudiar el desarrollo de la fotografía en Colombia teniendo en cuenta las distintas vertientes temáticas y técnicas presentes en ese período, cuando
"...la fotografía en Colombia pasó de ser un pasatiempo lujoso y una novedosa herramienta técnica de la cual se valieron numerosos pintores colombianos a finales del siglo XIX y a comienzos del XX, para convertirse en nuevo lenguaje que utilizan no sólo los fotógrafos sino también los artistas que hacen de ella un valioso medio expresivo.
En ese período las modalidades que habían surgido con los inicios de la fotografía alcanzaron un alto nivel de desarrollo; los fotógrafos se especializaron y los argumentos desde los cuales éstos se aproximaron conceptualmente a las distintas temáticas se transformaron."
En ese medio siglo los siguientes temas acaparan el interés de los fotógrafos:
- La tradición del retrato;
- El desnudo;
- Documento social;
- Ensayo fotográfico;
- Seducción de la naturaleza;
- Arquitectura y urbanismo;
- Objetos, arte y abstracción;
- artes escénicas, el cine y la moda;
- Fotografía comercial;
- Consolidación de la reportería gráfica y Fotografía subjetiva.

### Fotografía y periodismo
En el periodismo fotográfico se puede incluir a Luis Benito Ramos (1899-1955) al que algunos autores consideran como un pionero en este campo y Leo Matiz Espinoza que estuvo realizando reportajes entre 1939 y 1997, aunque también estuvo especializado en retratos. Algunos fotógrafos que ofrecieron su trabajo gráfico en relación con el Bogotazo fueron juntos a estos dos, José Robayo, Sady González, Manuel H. Rodríguez, Carlos Caicedo y Luis Gaitán. Este acontecimiento desempeña un papel muy importante en el periodismo fotográfico en Colombia ya que marca un nuevo concepto del mismo.
Otros fotógrafos en este campo fueron:
- Efraín García (Egar).
- Jorge Silva.
- Daniel Rodríguez Rodríguez, asistente y estudiante de cámara fotográfica con Ramos.[cita requerida]
- Alberto Garrido Solano (n. 6 de febrero de 1924) quién logró, luego de ser colaborador de Rodríguez llegar a la Jefatura de Personal del periódico el Espectador.[cita requerida]
- Aristóbulo Moreno
- Jorge Parga
- Francisco Carranza.
- Danilo Vitalini.
- Viki Ospina (fotógrafa pionera en Colombia).
- José Crisanto Lizarazo.
- Jorge Mario Múnera.
- Fabio Serrano.
- Jesús Abad Colorado.
- Erwin Kraus.
- Andrés Hurtado García.
- Zoraida Díaz.[9]
- Luz Elena Castro.[10]

En 1950 se creó el Círculo de Reporteros Gráficos en el que participaron José Robayo (1922 - 2013), Luis Gaitán, Sady González, Alberto Garrido Solano, Carlos Jiménez, Manuel H. Rodríguez y Alicia Chamorro que fue pionera como reportera en Colombia.

### Fotografía artística
La fotografía artística en Colombia tuvo sus inicios en la década de 1930 con los primeros trabajos desarrollados por Carolina Cárdenas Núñez, quien a menudo combinaba retratos y autorretratos con elementos de su propia producción artística, como cerámicas.